# Janet Napolitano
Janet Ann Napolitano (Nueva York, 29 de noviembre de 1957) es una política y abogada estadounidense, actual presidenta de la Universidad de California desde septiembre de 2013.
Se desempeñó como secretaria de Seguridad Nacional en la administración del presidente Barack Obama. Es la cuarta persona (incluyendo un Secretario temporal) en tener el puesto, que fue creado a raíz de los atentados del 11 de septiembre del 2001. Miembro del Partido Demócrata de los Estados Unidos, fue la 21° gobernadora del estado de Arizona del 2003 al 2009. Fue la tercera gobernadora del estado y la primera mujer en ganar una reelección para el cargo. Previo a su cargo como gobernadora, ejerció como fiscal general del estado entre 1999 y 2002. 
En 2009, la Revista Forbes la incluyó en el puesto número 51 del ranking de las mujeres más poderosas.

## Biografía
Janet Napolitano nació el 29 de noviembre de 1957 en la ciudad de Nueva York, hija de Jane Marie (de apellido de soltera Winer) y Leonard Michael Napolitano, de ascendencia italiana y de religión metodista, que fue decano de la Escuela de Medicina de la Universidad de Nuevo México. Janet es la mayor de tres hijos; tiene un hermano y una hermana menores. Creció en Pittsburgh, Pensilvania y Albuquerque, Nuevo México, donde se graduó de la preparatoria Sandia High School en 1975 y donde fue votada como la “más probable a tener éxito”. Se graduó de la Universidad de Santa Clara en Santa Clara, California, donde ganó la Beca Truman y fue valedictorian. En 1978 estudió por un semestre en la escuela London School of Economics and Political Science como parte del programa de intercambio de Santa Clara y a través del Instituto Internacional para la Educación de los Estudiantes (IES). Después recibió su Juris Doctor (J.D.) de la University of Virginia School of Law. Después de la escuela de leyes, ejerció como abogada para la jueza Mary M. Schroeder de la Novena Corte de Apelaciones de los Estados Unidos y después se unió a la ex firma de Schroeder con sede en Phoenix, Lewis and Roca.

## Inicios en la política
En 1991, siendo social del bufete privado de abogados Lewis and Roca LLP, Napolitano fue abogada de Anita Hill. Anita Hill testificó en el Senado de los Estados Unidos que el entonces candidato a la Suprema Corte de Justicia, Clarence Thomas la había acosado sexualmente diez años atrás cuando ella era su subordinada en la Equal Employment Oportunity Comission (EEOC).
En 1993, Napolitano fue nombrada por el presidente Bill Clinton como Fiscal de los Estados Unidos para el Tribunal de Distrito de los Estados Unidos para el Distrito de Arizona. Como Fiscal Federal, se vio involucrada en la investigación de Michael y Lori Fortier, de Kingman, en conexión con el atentado de Oklahoma. Se pospuso para y ganó la posición de fiscal general de Arizona en 1998. Su ocupación de fiscal general se enfocó en temas de protección al consumidor y reforzar el cumplimiento de la ley en general.
Mientras servía como fiscal general, habló en la Convención Demócrata Nacional del 2000, justo tres semanas de haber tenido una mastectomía. Napolitano recuerda que el dolor era tan insoportable que no podía estar de pie. “El trabajo y la familia me ayudaron a enfocarme en otras cosas mientras luchaba contra el cáncer”, dice Napolitano. “Estoy muy agradecida por todo el apoyo que he tenido de mi familia, amigos, y de los habitantes de Arizona”.
En marzo del 2009, Napolitano recibió el premio del consejo de administración de Litigación por Profesionalismo, el cual reconoce y conmemora a individuos que han demostrado una habilidad única para liderar a otros a través del ejemplo en el más alto estándar de su profesión.

## Gobernadora de Arizona

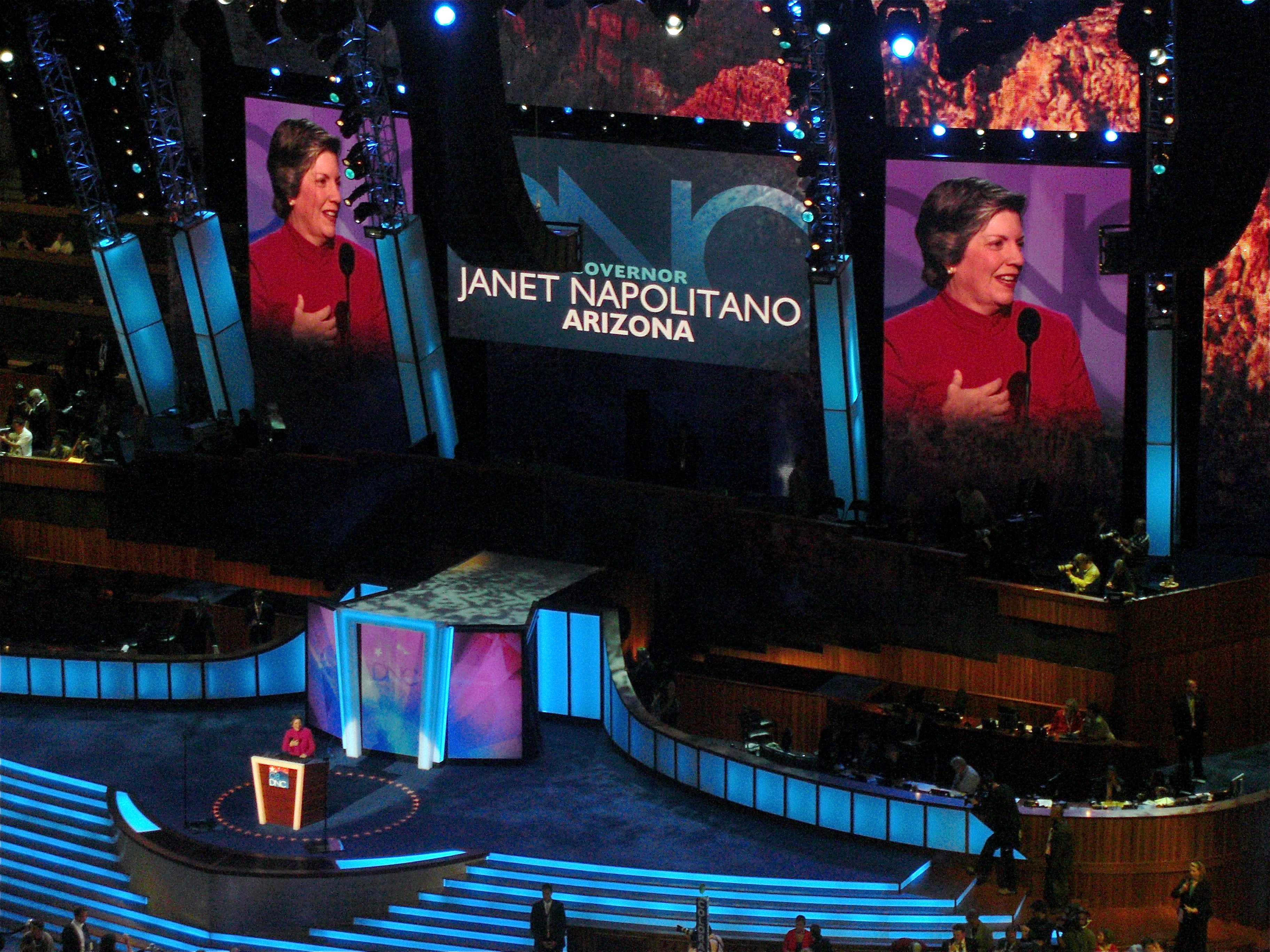
Napolitano habla durante el segundo día de la Convención Demócrata Nacional del 2008 en Denver, Colorado.

Napolitano ganó por un escaso margen la elección gubernamental de Arizona del 2002, en las que obtuvon un 46% de los votos, venciendo a su oponente republicano, el exmiembro del congreso Matt Salmon, quien recibió el 45% de los votos. Sucedió en el cargo a Jane Dee Hull, miembro del Partido Republicano de los Estados Unidos. Fue la tercera gobernadora (mujer) del estado y la primera mujer en los Estados Unidos en ser elegida gobernador para suceder a otra mujer. En el 2003, introdujo una nueva tradición de desayunos interreligiosos, como gobernadora electa, invitando al clero y a líderes comunitarios para rezar antes del inicio de cada sesión. En el 2005, aceptó con gracia el rociamiento de agua bendita del río Ganges en su frente dos veces del Hare Krishna. Más allá, fue la primera gobernadora oficial en el mundo en expedir la proclamación del Krishna Janmashtami, el festival Hindú más grande que celebra la aparición de Krishna. Durante el Sankirtan en Phoenix, una vez paró a saludar a varios devotos del Hare Krishna que estaban cantando alabanzas.
Habló en la Convención Demócrata Nacional del 2004 después de que algunos inicialmente la consideraron como una posible pareja de la carrera presidencial con el senador John Kerry en la elección presidencial del 2004, pero Kerry eligió al senador John Edwards. En noviembre del 2005, la revista “Time” la nombró una de las cinco mejores gobernadoras en los Estados Unidos.
Como gobernadora, Napolitano estableció récords por el número total de vetos dictaminados. En el 2005, estableció un récord en una sola sesión con 58 vetos, rompiendo el del Jane Dee Hull de 28 en el 2001. Esto continuó en junio del 2006, a menos de cuatro años del comienzo de su periodo, cuando emitió su veto número 115 y estableció el récord sin precedentes por vetos hechos por un gobernador de Arizona. El récord previo de 114 vetos pertenecía a Bruce Babbitt, logrado durante sus nueve años de gobernador. Para cuando dejó el cargo, la gobernadora había dictaminado 180 vetos
En noviembre del 2006, Napolitano ganó la elección gubernamental, derrotando al republicano Len Munsil por casi un ratio de 2–1 y se convirtió en la primera mujer en ser reelegida para ese cargo. La constitución de Arizona provee de un límite de dos periodos consecutivos, por lo que Napolitano no pudo buscar un tercer periodo en el cargo en el 2010.
En enero del 2006, ganó el Premio Woodrow Wilson por Servicio Público. Fue miembro del Comité Ejecutivo de la Asociación de Gobernadores Demócratas. Además, había ejercido previamente como presidenta de la Asociación de Gobernadores del Oeste y la Asociación Nacional de Gobernadores. Ejerció como presidenta de la NGA (Asociación Nacional de Gobernadores) del 2006 al 2007, y fue la primera mujer y la primera gobernadora de Arizona en tener esa posición.

## Secretaria de Seguridad Nacional

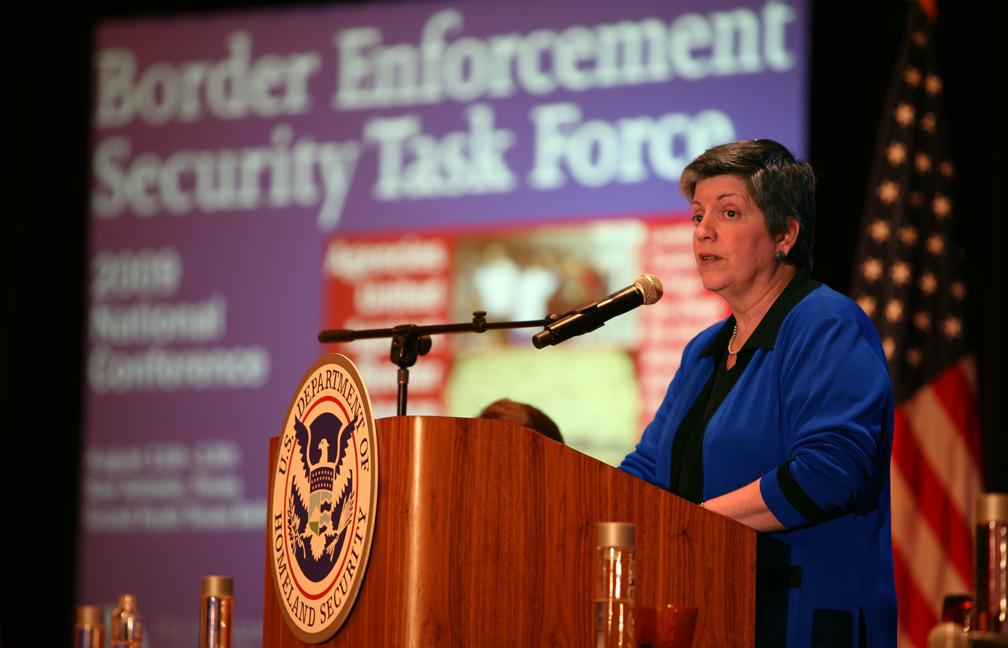
Napolitano anuncia un grupo de trabajo para la seguridad fronteriza.

En febrero del 2006, Napolitano fue nombrada por The White House Project como una de las “8 en el 08”, un grupo de ocho políticas femeninas que posiblemente podrían lanzarse para presidentas en el 2008. El 11 de enero del 2008, Napolitano apoyó al entonces senador de Illinois Barack Obama como el candidato demócrata para presidente. El 5 de noviembre del 2008, Napolitano fue nombrada a la junta de consejo de la transición presidencial de Barack Obama. El 1 de diciembre del 2008, Barack Obama introdujo a Napolitano como su candidata para secretaría de Seguridad Nacional de los Estados Unidos El 20 de enero de 2009, Napolitano fue confirmada, convirtiéndose en la primera mujer en ser nombrada secretaria en un departamento relativamente nuevo. La secretaria de Estado de Arizona, Jan Brewer se convirtió en gobernadora del estado, pues este no tiene el cargo de primer gobernador (o gobernador lugarteniente)

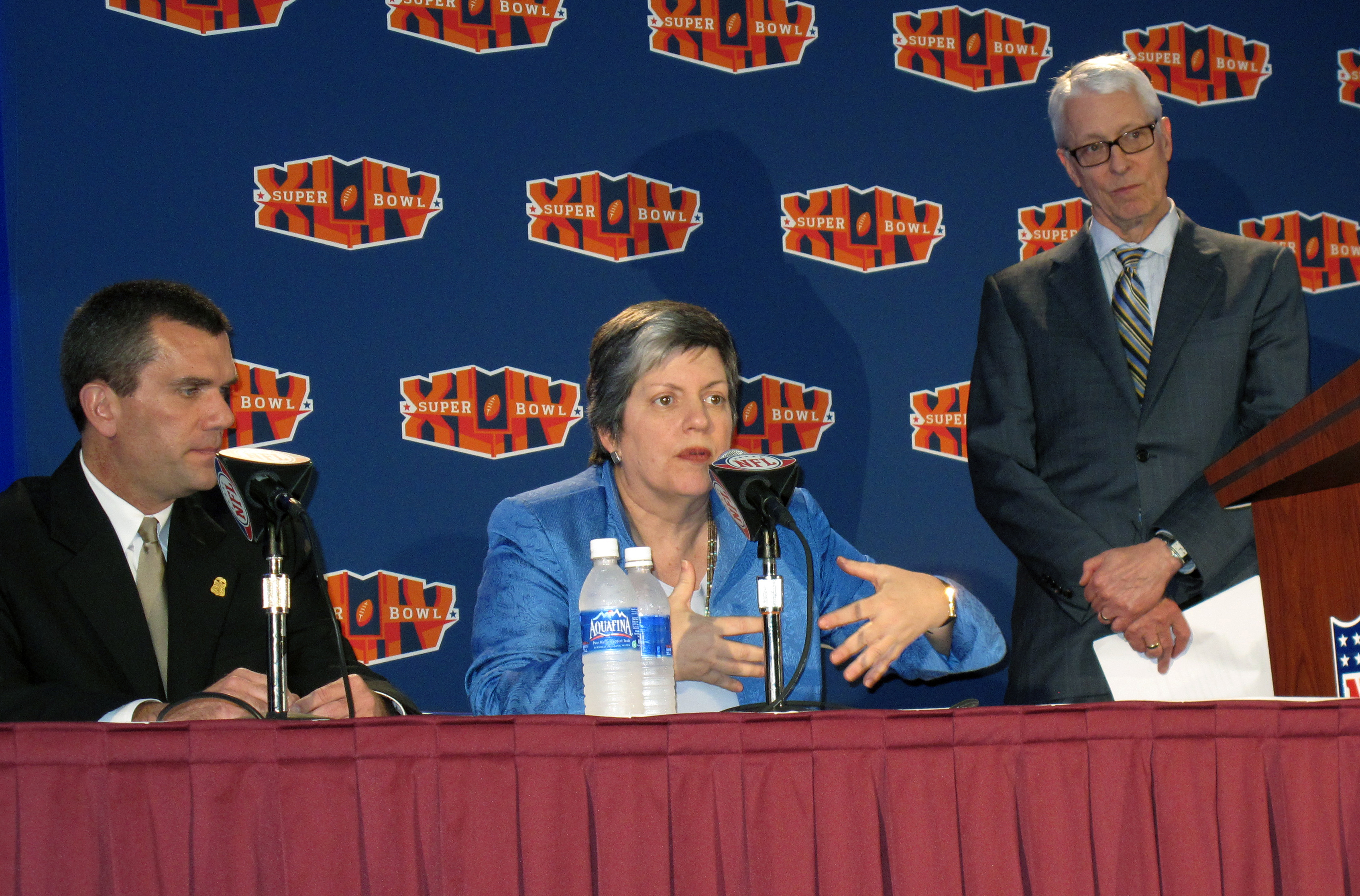
Napolitano discutiendo seguridad en la conferencia de prensa del Super Bowl XLIV. El Super Bowl es designado como un Evento Especia de Seguridad Nacional por el Departamento.

En marzo del 2009, Napolitano manifestó al sitio de noticias alemán "Spiegel Online" que mientras que ella presume que siempre existen amenazas del terrorismo: “Me referí a desastres causados por el hombre. Tal vez esto sea sólo un matiz, pero demuestra que queremos movernos lejos de la política del miedo a una política de estar preparados para cualquier riesgo que pueda ocurrir." En abril de 2009 Napolitano, tratando de defender sus planes para aumentar la seguridad en la frontera entre Estados Unidos y Canadá, reclamó incorrectamente que los perpetradores de los atentados del 11 de septiembre del 2001 entraron al país desde Canadá. Sus comentarios provocaron una furiosa respuesta del embajador canadiense, los medios y el público.
En respuesta a las críticas, dijo después, “No obstante, en la extensión a la que los terroristas han entrado en nuestro país o terroristas conocidos o sospechados han entrado a través de una frontera, ha sido a través de la canadiense. Existen verdaderos problemas ahí.” Aunque solo haya habido un caso, el de Ahmed Ressam, un ciudadano de Argelia que estaba en Canadá ilegalmente.

### Controversia del memo extremista de derecha
Napolitano fue el sujeto de controversia después de un reporte de evaluación del Departamento de Seguridad Nacional, uno de dos, de los cuales el segundo se enfocaba en el extremismo de izquierda que fue expedido en enero sin ninguna controversia, titulado Extremismo de derecha: El clima político y económico actual exacerba la resurgencia en radicalización y reclutamiento, fuera hecho público en abril del 2009. El reporte sugería varios factores, incluyendo la elección del primer presidente afroamericano en la persona de Barack Obama, la percepción de futuras medidas de control de armas, la inmigración ilegal a los Estados Unidos, la recesión económica que comenzó en el 2008, la controversia del aborto en Estados Unidos, y la posibilidad de la vulnerabilidad de veteranos militares hacia esfuerzos de reclutamiento por grupos extremistas como riesgos potenciales en lo que se refiere al reclutamiento de extremistas de derecha.
Napolitano realizó múltiples disculpas por cualquier ofensa contra los grupos de veteranos en la referencia a ellos en la evaluación, y prometió encontrarse con estos grupos para discutir el problema. El Departamento de Seguridad Nacional admitió un “colapso en un proceso interno” al ignorar objeciones de la Oficina de Derechos y Libertades Civiles hacia una porción no mencionada del documento.
Mientras que la Legión Americana (según se informa) criticaba la evaluación, Glen M. Gardner Jr., el comandante nacional de 2.2 millones de miembros de Veteranos de Guerras Extranjeras, lo defendió en general, diciendo que “debía haber estado en otras palabras” pero sirvió un propósito vital. “Un gobierno que no asesora amenazas de seguridad internas y externas sería negligente de una responsabilidad pública crítica,” dijo en una declaración.

### Controversia de "El sistema funcionó"
Napolitano fue criticada por declarar en una entrevista con Candy Crowley, de la CNN, que "el sistema funcionó" en relación con un intento de atentado terrorista en el Vuelo 253 de Northwest Airlines con destino a Detroit, Míchigan el 25 de diciembre del 2009. Después fue al "Today Show" de NBC, con Matt Lauer y admitió que el sistema de seguridad en realidad había fallado.
La declaración de Napolitano a Crowley que recibió crítica fue como sigue:
 En lo que nosotros nos enfocamos es en asegurarnos que el entorno aéreo permanezca a salvo, que las personas estén seguras cuando viajan. Y una cosa que me gustaría señalar es que el sistema funcionó. Todos jugaron un rol importante aquí. Los pasajeros y tripulación del vuelo tomaron la acción apropiada. Dentro de literalmente una hora y 90 minutos de ocurrido el incidente, todos los 128 vuelos en el aire habían sido notificados para tomar medidas especiales en luz de lo ocurrido en el vuelo de Northwestern Airlines. Instituimos nuevas medidas en tierra y en áreas de revisión, tanto aquí en los Estados Unidos, como en Europa, donde se originó este vuelo. Así que todo el proceso de asegurarnos que respondamos apropiada, correcta y efectivamente se realizó sin complicaciones.
En su entrevista con Lauer, Napolitano dijo que su declaración previa fue “tomada fuera de contexto” y mantuvo que “el viaje aéreo es seguro,” pero admitió, “nuestro sistema no funcionó en esta instancia” y nadie “está feliz o satisfecho con eso.” Lauer le preguntó si el sistema falló hasta el momento en que el terrorista trató de explotar el avión y Napolitano contestó, “Si lo hizo [falló].”

### Comunidades seguras
Comunidades seguras es un programa de deportación administrado por el Servicio de Inmigración y Control de Aduanas de los Estados Unidos, una subdivisión de Seguridad Nacional. Napolitano llegó una vez más al escrutinio por contradecirse públicamente respecto a si el programa es voluntario u obligatorio para que se le unan las jurisdicciones locales. En septiembre de 2010, Napolitano dijo en una carta al miembro del Congreso, Zoe Lofgren que las jurisdicciones que deseen retirarse del programa podían hacerlo. Sin embargo, un artículo del "Washington Post" de octubre del 2010 citaba a un oficial de alto rango anónimo del ICE: “Las comunidades seguras no están basadas en la cooperación local o estatal con el reforzamiento de la ley a nivel federal… Las agencias de reforzamiento a nivel estatal y local van a continuar pidiendo huellas digitales y estas huellas van a ser mandadas al FBI para revisiones criminales. El ICE va a tomar acciones inmigrantes apropiadamente.”
En una conferencia de prensa días después, Napolitano modificó su posición: “Lo que mi carta decía era que trabajaríamos con ellos en la implementación en términos de tiempo y cosas por el estilo… Pero no lo vimos como un programa de participación opcional.” Ella no otorgó justificación legal. Mientras tanto, en Arlington, VA, la Junta de Supervisores pasó unánimemente una resolución para poder salir opcionalmente de las Comunidades Seguras. Un empleado de la SSN, David Venturella, declaró en una conferencia de policía: “¿Hemos creado confusión allá afuera? Absolutamente lo hemos hecho.”

### Atentado de bomba impresora
Janet Napolitano decretó una prohibición de cartuchos de tóner y tinta que pesen más de una libra en vuelos de pasajeros, en respuesta a la conspiración de bomba en Yemen en octubre del 2010. En respuesta a este atentado de bomba y al atentado de “ropa interior” del 2009, Napolitano ha instituido las “revisiones mejoradas”. Estas revisiones pueden incluir el contacto con áreas sensibles como los pechos o genitales.

### Asociación Walmart–DHS
El 6 de diciembre del 2010, fue anunciado que Napolitano estaba expandiendo una vez más su alcance al crear una asociación con Walmart. Esto fue hecho público en un video-mensaje de Napolitano en televisiones en las tiendas Wal-Mart que reproducían un “anuncio de servicio público” que le pedía a los clientes reportar cualquier actividad sospechosa al gerente de Wal-Mart. El razonamiento fue que la seguridad nacional empieza en casa. Napolitano “compara el proyecto con la lucha en la Guerra Fría contra el comunismo.”

### Conmemoración en Tucson

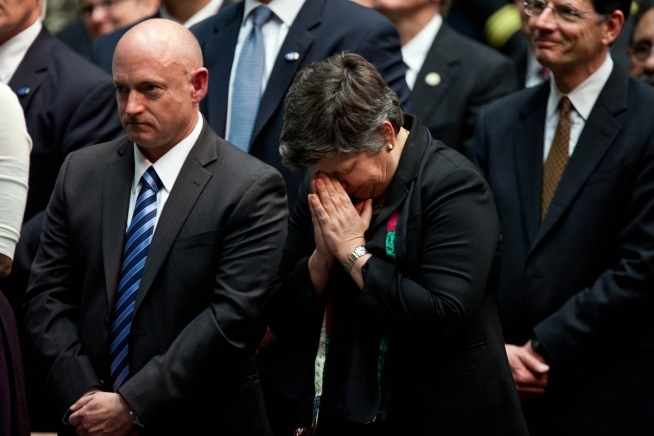
Napolitano junto a Mark E. Kelly, esposo de una de las sobrevivientes, Gabrielle Giffords, en el evento conmemorativo.

El 12 de enero del 2011, junto con el presidente Barack Obama, Napolitano fue una de las muchas oradoras seleccionadas para expresar su simpatía a la comunidad de Tucson, el estado de Arizona, y a la nación en un evento conmemorativo televisado para el tiroteo de Tucson. Napolitano confesó que estaba sin palabras durante el doloroso evento, y eligió leer del libro de Isaías del Antiguo Testamento, Isaías 40:1-5, 26-31.[cita requerida]

### Inside the DHS(Dentro del DSN)
Comenzando el cuarto del 2011, la Secretaria Napolitano aparecerá en Inside the DHS, un reality show del canal AMC acerca del funcionamiento interno de su departamento.

## Vida personal
Napolitano es una ávida fan del baloncesto y juega tenis regularmente. Entre sus hobbies se encuentra el rafting y el hiking o senderismo. Ha ido de excursión a las Montañas Superstition de Arizona y la Sierra de Sandía de Nuevo México y ha escalado el Kilimanjaro y los Himalayas. Napolitano sobrevivió al cáncer de mama que se le encontró en 1998.[cita requerida]

### Elección Gubernamental de Arizona en el 2002
|  | 46.2 % |

|  | 45.3 % |

|  | 6.9 % |

|  | 1.7 % |

### Elección Gubernamental de Arizona en el 2006
|  | 62.6 % |

|  | 35.4 % |

|  | 2.0 % |